# Paleo-ornithologie
Paleo-ornithologie (van het Grieks: palaios, oud; ornis, vogel; logos, studie) is een tak van de paleozoölogie, een vakgebied binnen de paleontologie, die zich bezighoudt met de evolutie van de vogels en de bestudering van fossiele vogels.
De internationale vereniging voor paleo-ornithologie is de Society of Avian Palaeontology and Evolution (SAPE).

## Bekende paleo-ornithologen
- Philip Ashmole
- Pierce Brodkorb
- Alan Feduccia
- Kálmán Lambrecht
- Bradley C. Livezey
- Storrs Lovejoy Olson
- Richard Owen
- David William Steadman
- Alexander Wetmore
- Trevor H. Worthy
- Zhou Zhonghe